# Operace Washtub (Nikaragua)
Operace Washtub bylo kódové označení tajné operace CIA z roku 1954, jejímž cílem bylo nastražit falešné úkryty sovětských zbraní v Nikaragui. Šlo o součást konspirace americké vlády vůči demokraticky zvolenému nacionálnímu prezidentovi Guatemaly Jacobovi Árbenzovi Guzmánovi. Touto operací se CIA snažila dodat důvěryhodnost americkému obvinění Árbenze Guzmána z napojení na Sovětský svaz a inklinace ke komunismu. V červenci 1954 poté CIA provedla státní převrat v Guatemale (operace  PBSuccess).
V únoru 1954 CIA ve spolupráci s národní gardou Nikarague rozmístila v blízkosti pobřeží skrýše sovětských zbraní. O několik týdnů později je „nalezl“ příslušník armády. O akci věděl i prezident Nikarague Anastasio Somoza García, diktátor, který kvůli svému antikomunismu měl vřelé vztahy s USA. Ten v květnu 1954 uvedl novinářům, že byla v blízkosti pobřeží zachycena sovětská ponorka, ale neměl k dispozici žádné fotografie nebo jiné důkazy. Úkolem Somozy bylo, aby přesvědčil veřejnost, že sovětské zbraně byly určeny pro vládu v Guatemale. Nicméně novináři byli bez předložení důkazů k historce skeptiční. Část veřejnosti to ovšem ovlivnilo.